# 處女愛上姊姊
《處女愛上姊姊》（処女はお姉さまに恋してる）是CARAMEL-BOX（キャラメルBOX）於2005年1月28日發售的戀愛冒險成人遊戲。簡稱（Otoboku）。其续作《處女愛上姐姐 2位姊姊大人》（処女はお姉さまに恋してる 2人のエルダー）于2010年发售，以前作人物毕业2年后的校园为舞台，讲述学妹们的校园生活。
故事講述穿女裝的主角於女學院的學園生活。在Caramel Box作品穩定水準的基礎上，更符合少女漫画世界觀的華麗的圖像和劇本，（男性角色在人氣投票中亦獲得很高的支持）以主人公為首的富有魅力的登場人物等受到很高的評價、競爭對手角色蠻橫嬌羞的模樣成為話題，這是一部深受歡迎的佳作遊戲之一。
Alchemist是PlayStation2版《少女愛上大姊姊》（乙女はお姉さまに恋してる，讀音相同）的發行商（CERO等級C：15歳以上對象）。另外，本作品亦以《少女愛上大姊姊》這個標題改編為電視動畫，並於2006年10月7日開始於日本播放。
除PlayStation2外，Alchemist也推出對應PlayStation Portable的《少女愛上姐姐》，2010年4月29日上市。

## 作品名稱
本作品在文字上，寫法是（處女愛上姐姐）或（少女愛上姐姐）。不過，在（姐姐）上面加上的注音，用以突顯故事的主角是個男性（ボク，或「僕」，是日文中男性常用的第一人稱詞語），另外及乙女讀作。因此，本作品在日本語的讀法為。
一般「處女愛上姐姐」用于十八禁版本的游戏和小说作品，而「少女愛上姐姐」则用于对应的全年龄版本。

## 故事

### 處女愛上姊姊
宮小路瑞穗是一位外貌美麗、擅長文武兩方，但有些懦弱的財團富家子弟。某天，他的祖父不幸去世，但留下了一道出乎意料的遺言，就是希望瑞穗就讀祖父開辦的女子高校聖應女學院（PS2版是聖央女學院）。
被青梅竹馬強迫男扮女裝而轉校至女學院的他，因為美麗外貌、禮貌舉止和優秀成績而得到其他學生的注目，雖然是男性，卻以「女性」的身份成為全校學生的代表姊姊「ELDER SISTER」……。
PS：動畫版1到6話是白色制服（夏季），7到12話是黑色制服(冬季)。

### 处女愛上姐姐 2位姊姊大人
本作主角御門千早，因做外交官的父亲的令人无法接受的举动，而对男性开始不信任，以致连上的学校也受到了影响，最终因为对他人的不信任而开始拒绝上学。看在眼里的母亲妙子的强制要求下，他以「妃宮千早」的名义转校到了妙子的母校「聖應女学院」。
在学院中，和以前将他从搭讪男手中救下来的少女薫子再次相会，开始了住宿生活。千早美丽的容颜和优雅的动作，以及优秀的成绩，立刻成为了学生们视线的焦点。
这次的舞台是前作的瑞穂毕业2年后的聖應女学院。前作贵子路线的后续小说作品《樱花的庭院之星》裏的设定和人物都一并登场，将至今为止的三部作品贯通起来，成为一集集剧情的形式。

## 人物
（人物名稱併記的場合是PC版／PS2與PSP版／TV動畫）

### 處女愛上姊姊
宮小路瑞穗（聲優：神村比奈／同左／堀江由衣）
誕生日：5月12日、血型：A型、身高：173 cm。
因祖父的遺言而轉校到女學院的“女”主角（真实性别为男性）。本名是鏑木瑞穗（かぶらぎ みずほ），為了隠藏原本身份而在學院內使用了母親的姓。擁有男性少有的美貌和長髪，對武道頗有心得。才色兼備的「她」成為全校學生憧憬的模範大姐姐（ ／ Elder Sister）而被崇拜。擁有十分認真的性格，以前是不會多理會他人的消極性格，成為後邊累積著經驗成長。特徵是金色及腰的長髮和頭上的兩根呆毛。
第72代Elder Sister。
十条紫苑（聲優：木原泉／同左／松來未祐）
誕生日：3月21日、血液型：AB型、身長：173 cm。
瑞穗的同學。有華族家族血統，但有毫不炫耀的性格。在瑞穗轉學第一日就識破其男生的身份，但她們卻建築起朋友關係。
成績優異但由於疾病而留級1年。去年被選為Elder Sister、卻認為自己是讓Elder Sister一職空置而自責，而支持瑞穗的ELDER活動以拭去自己的錯。性格穩重但意外地喜歡惡作劇，經常和瑪利亞一起捉弄瑞穗。
第71代Elder Sister。
御門瑪利亞（聲優：／同左／淺野真澄）
誕生日：6月8日、血液型：O型、身長：161 cm。
和瑞穗青梅竹馬的親戚。與紫苑同是華族出身，但和紫苑不同的是她毫不在意大小姐身份的自由奔放的性格。
小時候已經為瑞穗穿女裝為樂，這次也很樂意協助瑞穗加入女子宿舍的生活，教授她女孩子應有的儀態及習慣學校生活。在學校社團為田徑隊。對流行及化妝很有興趣。喜歡作弄別人，完全不把學生會長貴子放在眼裡。
周防院奏（聲優：木村あやか／同左／神田朱未）
誕生日：8月26日、血液型：O型、身長：140cm。
隸屬於演劇部的一年級生。在宿舍內負責照顧瑞穗的學妹兼乾妹妹，特徵是頭上的大型蝴蝶結與奇妙的口癖
第74代Elder Sister。
上岡由佳里（聲優：松永雪希／同左／松本彩乃）
誕生日：2月18日、血液型：AB型、身長：152 cm。
隸屬於田徑部的一年級生。相當有朝氣的少女，非常怕鬼。
嚴島貴子（聲優：佐本二厘／同左／高橋智秋）
誕生日：11月16日、血液型：B型、身長：165 cm。
學生會會長。個性十分認真正直的才女，瑞穗入校前Elder Sister最有力的候選人，從小就與麻里亞處得不太好。
由於家庭方面的緣故使她不太喜歡男性，然而本身卻在無意識中將瑞穗視為男性（在十一集中發現瑞穗是男性）。除此之外，貴子所屬的嚴島家與瑞穗所屬的鏑木家為商業上水火不容的競爭對手。
高島一子（聲優：草柳順子／同左／後藤邑子）
誕生日：11月24日、血液型：B型、身長：154 cm。
22年前是學院的學生。
很仰慕自己身兼Elder Sister的姊姊宮小路幸穗。但在在學期間身患重病，而幸穗因結婚緣故離校，她不惜帶著病重的身軀回到宿舍見姊姊一面，最後還是來不及，在宿舍房中抱著遺憾而終。
因為某種原因成為幽靈在宿舍中穿梭，有結界限制除非得到姊姊陪同，否則不能離開宿舍範圍。擁有明亮的性格和浪漫主義者。
梶浦緋紗子（聲優：一色光／同左／榊原由依）
誕生日：1月8日、血液型：AB型、身長：168 cm。
瑞穗的班導師及古文教師。除學院長、副學院長外唯一知道瑞穗男性身份的教職員。學院畢業生，曾經擔任過Elder Sister。
小鳥遊圭
瑞穗同班同學。有很深的占卜造詣，靈感應力很強，予人一種很強的神秘感。演劇部部長。
高根美智子（聲優：神村ひな／福井裕佳梨／野川櫻）
瑞穂的同班同學，與圭特別友好。
菅原君枝（聲優：草柳順子／日笠山亞美／木村まどか）
學生會會計。仰慕並輔助貴子的後輩，第73代Elder Sister。
長谷川詩織（聲優：佐本二厘／柚木涼香）
緋紗子老師昔日的好友，已故。
美倉 サヱ（みくら さゑ）
學院長，瑞穗母親幸穗昔日的導師，學院內少數幾位知道瑞穗真實身份的人物之一。
織倉楓（聲優：海原艾利娜）
瑞穗家的女佣，於「Appendix－VI 宮小路家のお正月」中首度登場。
櫻井夏央（聲優：榊原由依）
瑪利亞在田徑隊的學妹。
對瑪利亞抱持著「特別的感情」。
於Drama CD登場
宮小路幸穗
瑞穂的母親。在瑞穂幼年時病死。
學院畢業生，22年前的Elder Sister。第50代Elder Sister。
鏑木慶行
瑞穗的父親。現鏑木家當主。

### 處女愛上姊姊 2人的姊姊
妃宮千早（聲：遊戲:菜ノ花さくら／動畫:高梁碧）
誕生日：3月12日、血型：AB型、身高：168 cm。
處女愛上姊姊 2人的姊姊男主角，本名御門千早，妃宮為母姓，其祖先有北歐血統，是名美少年(美少女)。
擁有貴族血統，是前作主角鏑木瑞穗的表弟，鏑木的分家，御門一族的少爺，因為兩人都擁有美麗的外貌，所以時常被拿來比較，也因此有一點討厭瑞穗。
因為在原本的學校被孤立，長期逃學，母親為了他，命令他男扮女裝去上學，如果不去就斷絕母子關係，如果千早被逐出家門，就沒有人可以照顧母親，所以只好勉強答應。
演技完美，成績優秀，在學校表現出完美女性的樣子，舉止優雅，性格溫柔，再加上美麗的銀髮，在開學第一天就受到許多低年級生的仰慕。
與瑞穗不同的是，千早也擅於料理，近乎完美的能力有時也讓史認為自己是不是有一點多餘了。
會合氣道，本領很高，甚至可以一人壓制薰子的保鑣。
和七々原 薫子並列為第75代Elder Sister。
御門 千歲（聲：遊戲:菜ノ花さくら／動畫:MAKO）
千早在10歲時離世的雙胞胎姊姊，在千歲去世的時候，史和千早的母親因為太過傷心，忘記了千歲的存在，千早偶爾會扮演成千歲的樣子來安撫史。
雖然與千早是雙胞胎，但較為不同的是，千歲並沒有遺傳北歐血統的外表，頭髮和眼睛是栗色和黑色，並且自幼體弱多病，是醫生皆束手無策的病。
因為和優雨無論是體質上還是個性上都很相近，所以兩人感情很好，但是與優雨不同的是千歲身上的病是沒救的。
本來皆以回憶的方式出現，在游泳課的時候，為了幫助千早，附身在千早身上，代替千早上游泳課，但是千歲去世時僅10歲，此時的她個性天真爛漫，扮演起千早總有股巨大的違和感
但是本人都用「因為游泳課太興奮了」蒙混過去，但也因為這樣的個性，反倒讓更多學生覺得這樣的千早比以往更加近人。
七七原薰子（聲：遊戲:波奈束風景／動畫:中島沙樹）
誕生日：4月19日、血型：O型、身高：172 cm
處女愛上姊姊 2人的姊姊女主角，父親是經營高利貸，因此初中時被人排擠，後來因千早而漸漸釋懷。
性格單純且不擅隱瞞，也因此常常被周圍朋友捉弄，但也正因為這樣的性格而被所有人信任，被學校的學生稱為「騎士之君（ナイトの君）」。
薰子剛入學時就迷上了千早，認為他可以說是大小姐的最高典範，完美到難以置信，但也正因為太過完美，讓薰子認為有些難以形容的違和感。
早上有賴床的習慣，在二年級時，都是自己的姊姊叫醒自己，讓人都不知道誰才是姊姊。
姊姊是前代Elder sister周芳院奏。
和妃宮千早並列為第75代Elder Sister。
度會史（聲：遊戲:大花どん／動畫:原紗友里）
誕生日: 7月20日、血型: B型、身高:145 cm
聖應女子學院的二年級生，從小便服侍千早的侍女，情緒不太會表現在臉上，從小受到侍女的訓練，有很強的侍女意識。
雖然本領很高，但是不會顯擺，並且根深柢固的教育讓她認為這些都是自己必備的能力，習以為常，甚至可以透過短時間的飲食習慣，調整出最適合主人的飲食方式。
非常喜歡冰淇淋到有些癡的地步，可以在幾天之內就把冰淇淋全部淨空。
非常擅於使用機械，本人聲稱是因為家裡的監視設備也都是她負責，但在這方面的能力明顯超過職業範疇。
皆瀨初音（聲：遊戲:小倉結衣／動畫:華山梨彩）
聖應女子學院學生會長，性格溫和單純，在學校也有許多仰慕者，是優雨的直屬姊姊，非常寵優雨。
被周圍形容是擁有充滿包容力和理解力的母親性格，但稍微有些孩子氣，因為太過善良，朋友總會擔心她會把事情想的太複雜。
給周遭人暖洋洋的感覺，她的要求通常都很難拒絕。
沒辦法晚睡，只要超過10點身體就會疲憊，所以常常無法和大家一起熬夜。
分班總是與宿舍其他人不同班，所以常常會覺得自己總是錯過大家聚在一起的時間。
聖應女子學院的學生會長是世襲的，由前任學生會長直接任命。
前代會長即上岡由佳里。
神近香織理（聲：遊戲:青山由香里／動畫:竹達彩奈）
誕生日: 8月24日、血型: AB型、身高:166 cm
薰子和初音的朋友，喜歡捉弄別人。在學校的聲譽似乎不太好。
有著自虐般的性格，對於自己有出生懷有自卑感，但是隱藏的很好，唯獨千早和薰子偶爾可以察覺。
雖然在同年級的聲譽不是很好，但是因為成熟高雅的舉止，在低年級中很受歡迎。
興趣是調配香水，對於香水很有研究。
被千早發現自己在空教室與女學生纏綿，開始懷疑千早，並且想起薰子跟她說過，千早雖然表現非常完美，但是其中違和感就像是刻意表演成完美的女性，因此在千早洗澡的時候試探其性別。
最早發現千早的性別，但是她認為千早不像是為了私慾就會男扮女裝進入學校就讀的人，在聽過原因之後，決定幫千早隱瞞，並且在體育課的時候掩護千早更衣。
栢木優雨（聲：遊戲:誉多衿紫苑／動畫:平田真菜）
一年級生，很喜歡雨，初次登場時就坐在椅子上享受雨，但也因此發燒。
個性天真無邪，就像小孩子，讓周圍的人催生保護欲。
身體虛弱，受到周圍人的照顧，這讓優雨有一些彆扭。
病弱的程度讓她每周大概只能去學校2~3次，擁有獨特的個性，雖然被父母認為是很難相處的孩子，但是千早了解這是其父母以及周遭大人對於獨特個性的一種排斥。
這也因此讓優雨認為自己被母親討厭，因為初音就像他的媽媽一樣，所以起初畏懼向初音撒嬌。
千早在她身上看到自己的影子，因此剛見面時，就對優雨有多幾分照顧，而優雨也很信賴千早。
是初音的直屬妹妹。
園藝部成員。
宮藤陽向（聲：遊戲:倉田まりや／動畫:又吉愛）
香織理的妹妹，原本家庭屬於中產階級，但母親離婚後再婚，現在的父親是大企業的老闆。
性格活潑外向，因為不想打擾父母親熱，所以特別到學生寮寄宿。
與香織理感情很好，就像是親姊妹，心中沒有任何陰霾也多多少少感染了香織理。
因為香織理對於自己的事情喜歡逞強和任性，身為妹妹的陽向總是很擔心。
與好動的性格相反的是，她未來想要成為小說家，學生會與兩位Elder主演的《吸血姬卡米拉》便是她寫的。
其活潑的性格甚至感染了香織理所在的D班，被形容每次登場就像是颱風一樣。
哘雅樂乃（聲：遊戲:榊原由依／動畫:巽悠衣子）
誕生日:9月28日、血型:A型、身高:158 cm
花道部部長，被稱為二年級的萬事通，無論是高年級還是低年級都尊稱她為「御前」。
舉止端莊，花道的才能更受到許多人的稱讚，二年級時，就被稱為是Elder Sister的人選之一。
因為某件事情，讓她認為千早是整個聖應女子學院她最尊敬的姊姊。
除此之外，雅樂乃認為，千早可以把現實事物本來的樣子以原本的方式接受，不被外表迷惑，而是可以看見其本質。
在千早面前，沒有勉強或是逞強的必要，不如說是沒有意義，因為很快就會被看穿，千早是她唯一一個可以撒嬌的對象，也因此雅樂乃非常憧憬千早。
淡雪的朋友，很希望淡雪可以像平常人一樣對待自己。
冷泉淡雪（聲：遊戲:森保しほ／動畫:金元壽子）
誕生日:12月12日、血型:B型、身高:165 cm
花道部成員，擁有罕見的金色頭髮，但是皆非遺傳自父母，是非常罕見的例子。
非常尊敬雅樂乃，所以對受到雅樂乃尊敬的千早有一點忌妒。
性格很認真，單方面向千早挑戰插花，但每次都敗北。
對與千早的勝負非常執著，雖然想嘗試各種不同方法戰勝千早，但無論哪一方面皆敗北。
凱莉·古蘭瑟留斯（聲：遊戲:生駒あるひ／動畫:高本惠）
誕生日:8月15日、血型:A型、身高:171 cm
自稱「星の王女」的不可思議的少女，擁有褐色的皮膚，綠色的眼睛。
常常會在口中冒出占星術之類的神秘話語，除了觀察力敏銳之外，也擅於觀星及占卜。
也因此知道千歲和千早是完全不同的人。
真行寺茉清（聲：遊戲:本山美奈／動畫:山本繪美）
三年級生，與千早和薰子同班，因為中性的外表以及高冷的氛圍和優秀的成績而被稱之為「王子大人」，Elder Sister的人選之一，但是本人好像有些困擾。
也因為這樣的性格，大部分的人都是仰慕著她，但是都不會主動上前搭話，認為王子大人是孤高的。
在Elder選舉拿到近四分之一的票，為感謝千早，將票讓渡給了千早。
與聖之間有著朋友之上的感情，兩人的個性幾乎完全相反，但茉清認為聖的一舉一動都惹人憐愛，且與聖有關的事情就會非常主動，而且會表現得像是少女一樣，千早認為這兩人之間的關係很可愛。
似乎有些家庭問題，在外面一個人住。
蒔田聖（聲：遊戲:桐戶菜乃／動畫:森優子）
三年C班的受付娘，薰子和千早的朋友。
個子嬌小，個性天然且溫和，所有的情緒都會直接寫在臉上。有時做事會變得很積極，尤其是與茉清有關的事情。
因為母親時常會出門工作，家裡的家務事都是聖負責，因此擅長料理、家事萬能。
對於自己個子嬌小很在意，還會喝自己不喜歡的牛奶想辦法變高。
與茉清有著朋友之上的感情，兩人個性幾乎完全相反，但在一次次的事件裡，感情不斷升溫，已經到了會放出情侶氛圍的狀態。
知道茉清是一個人住，偶爾還會去她家請她輔導作業，並且幫她做飯。
君原春美（聲：遊戲:櫻川未央／動畫:永田依子）
2年級學生，因為父親的公司欠了薰子父親公司的債，最終破產，本身很憧憬薰子，也因此陷入了複雜的情感之中。
其實心裡很清楚這件事並非是薰子的錯，和薰子交談之後，瞭解自己仍舊憧憬著薰子，最終在沒人知道的情況下轉學了。
水澤玲香（聲：遊戲:沖田みかげ／動畫:佐々梨花）
演劇部副部長，香織里的前女友，在香織里被停學事件解決後與香織里分手，但其實本人還是喜歡香織里，但為了繼續前進只好這樣做。
與香織里在空教室纏綿並被千早無意間發現的便是她，在聖應葡月革命發生前夕，千早為了尋找香織里包庇的學生而找上了她，很快就被千早發現香織里包庇的人並非玲香，
同時也被發現她是因為忌妒之心燃起，所以不太願意說明香織里包庇的學生，但為了香織里，還是向千早坦白了另一位學生的身分。
部長因為文化祭公演而無法參與Elder與學生會的演劇，因此由玲香負責，舉辦劇本大賽，錄用了陽向的劇本。
其演技和認真程度都受到前任演劇部部長周芳院奏的培育，在導戲時非常認真。
早瀨淳（聲：遊戲:葵時緒／動畫: 未登場）
與凱莉和淡雪同班的學生，起初是因為喜歡上一個女孩子但是不知道可以尋找誰談這樣的事情而去找了香織里。
但在女校，不純交往是被禁止的，香織里為了包庇淳，將責任都往身上攬，在千早找到她時，請求千早就算把她的事情告訴大家也要救香織里。
最終千早在不供出淳的情況下把事情解決了，而此事被稱之為葡月革命。
烏橘沙世子（聲：遊戲:山田結／動畫: 未登場）
學生會副會長，性格有些衝動，容易生氣，時常不知變通，墨守成規，但做事能力優秀，受到學生會成員信賴，甚至常常是她在糾正初音。
起初對於被學生們拱起聲浪的千早和薰子表示不屑，認為她們沒有成為Elder的資格，其最大的原因主要是因為戀慕初音，對於要與初音競爭的她們十分不悅（雖然初音本身沒有意願要成為Elder）
初音並不知道沙世子在戀愛意義上喜歡她，沙世子抑制這股感情而始終沒有傳達到。
土屋櫻（聲：遊戲:藤乃理香／動畫: 未登場）
學生會書記，性格活潑且調皮，喜歡捉弄耶也子看她的反應。
覺得初音會長孩子氣的樣子很可愛，這是她願意留在學生會最大的原因之一。
讓沙世子演出貝爾達的罪魁禍首，因為她希望透過這一點讓沙世子和千早關係可以稍微緩和一點，甚至利用耶也子喜歡沙世子這一點，讓耶也子產生桃色幻想而同意這角色分配。
立花耶也子（聲：遊戲:東かりん／動畫: 未登場）
學生會會計，個性單純，常常被櫻捉弄，被櫻稱為"耶也親"（ヤヤピヨン）
被捉弄的反應非常可愛，是學生會全體成員公認的。
喜歡沙世子，沙世子本人並不知道。
本身是被櫻推薦成為會計的，但是推薦的原因很隨便。
被櫻誘惑，即使知道是被欺騙仍催眠自己沒有被騙，順水推舟的讓沙世子演出貝爾達。
度會雅路
度會家本家的女主人。也有深入妃宮家的各種意見，也擔任千早少年時代的教育。被史稱為「祖奶奶」，是她的曾孫女，為了讓千早與妙子為史「滅私奉公」而工作。而妙子從小時候就開始在工作了，不過在她無法出頭的時候，千早就會無論如何也要制止妙子的言行舉止，不怠慢雅路所要求的任何事情。
因為妃宮家只有生妙子一個女兒，妃宮家沒有後代，度會一家的使命也在傳到史後便結束。
對史的教育非常嚴格，但基本是一個疼孫女的人，而史也非常喜歡自己的奶奶。
御門妙子（聲：遊戲:御苑生メイ ／動畫: 齊藤佑圭）
千早的母親，讓千早去聖應的罪魁禍首，很擔心千早一直頹靡不振，強制要求千早去聖應上學，否則就斷絕母子關係。
交千早化妝時樂在其中，因為妙子一直都很想要一個女兒。
實際上的確有一個女兒千歲，但是因為千歲身患不治之症早夭，在過度悲傷的情況下忘記了千歲的存在，從此神經也變得有點大條，使得身為外交官的丈夫更不喜歡回到家。
基本上是一個很溫柔的好母親，一但暴走起來，只有雅路可能阻止，原本在千早的百般勸阻下才讓妙子放棄參加學校的創造祭，結果妙子還是偷偷的來參觀。

### 樱花的庭院之星
仅记载主要人物。在游戏中出现的人物请参照各自游戏的登场人物章节。
處女愛上姊姊
周防院 奏（すおういん かな）
上岡 由佳里（かみおか ゆかり）
菅原 君枝（すがわら きみえ）
門倉 葉子（かどくら ようこ）
烏橘 可奈子（うきつ かなこ）
宮小路 瑞穂（みやのこうじ みずほ）
十条 紫苑（じゅうじょう しおん）
厳島 貴子（いつくしま たかこ）
處女愛上姊姊 2位Elder
七々原 薫子（ななはら かおるこ）
皆瀬 初音（みなせ はつね）
真行寺 茉清（しんぎょうじ まきよ）
凯莉·古兰瑟留斯（ケイリ・グランセリウス）
烏橘 沙世子（うきつ さよこ）
樱花的庭院之星
鷲尾 緑（わしお みどり）
与君枝同学年，奏在2年级时候的演劇部部長。在游戏中没有登场，但是緑就任部長的事情，听美智子和圭的説明就知道了。
魚住 響姫（うおずみ ひびき）
与奏同学年，广播委員長。负责广播委員会的校内广播周五的古典音乐节目，因其清澄温柔的声音而得名「塞莲之君」1年级时在学院祭见到了奏的演技，对声音的表现力感到憧憬，而进入了广播委员会。第74代艾露达选举的最终环节，她将票数转让给了所憧憬的对象奏。

## 有關校名
本作品於CD-ROM版上市的時候，故事中的學校名為「惠泉女學院」。不過，後來由於有人指出，這個學院名稱，與日本一間大學「惠泉女學園大學」的名字相似（Caramel Box官方網站也有對此發出告示），於是在2006年3月24日，DVD-ROM版上市以前，就將學院的名稱更改為「聖應女學院」。此後，Caramel Box方面就將這個學院的名稱加以統一。
此外，在DVD-ROM版上市以前，Alchemist推出的Playstation 2版遊戲，學院名稱被定為「聖央女學院」，這是因為有人認為「聖應女學院」的名稱，與日本另外一間大學「慶應義塾」相似的緣故。

## 製作人員
- 劇本：（《處女愛上姊姊》、《处女愛上姐姐 2人的艾露達》）
  - PS2版劇本：叶希一
- 原画：

## 各話標題

### 處女愛上姊姊
| 话数（月份）（路线）                        | 標題（中文翻譯）       | 標題（日文原文） |
| ------------------------------------------- | ---------------------- | ---------------- |
| 第一話（June）                              | 伴隨著梅雨天的憂鬱表情 |                  |
| 第二話（July）                              | 野丫頭新娘幻想曲       |                  |
| Interlude（August）                         | 薄荷                   |                  |
| 第三話（September）                         | 仲夏夜的恋人们         |                  |
| 第四話（October）                           | 我们的十月革命         |                  |
| 第五話（November）                          | 华丽的化妆舞会         |                  |
| 第六話（December）                          | 落葉的軌跡·雪之聖誕祭  |                  |
| 第七話（January）（十条紫苑）               | 失落的鑰匙             |                  |
| 第七話（January）（厳島貴子 周防院奏）      | 两位朱丽叶             |                  |
| 第七話（January）（御門玛利亚 上岡由佳里）  | 看不見的未来           |                  |
| 最終話（February）（十条紫苑）              | 邁向明天的大门         |                  |
| 最終話（February）（厳島貴子 周防院奏）     | 情人节狂想曲           |                  |
| 最終話（February）（御門玛利亚 上岡由佳里） | 困惑的森林，黎明的曙光 |                  |
| （March）                                   | 终章～三月             |                  |

### 处女愛上姐姐 2位姊姊大人
与前作一样，在各话结束后插入了动画番组一般的下回预告。第九話以后依攻略角色不同而各异。
| 话数（路线）                          | 標題（中文翻譯）               | 標題（日文原文）                                             |
| ------------------------------------- | ------------------------------ | ------------------------------------------------------------ |
| 第一話                                | 蒙娜丽莎心情不好               | (Mona Lisa is in a bad mood.)                                |
| 第二話                                | 小红帽的忧郁                   | (Melancholy of Little red riding hood.)                      |
| 第三話                                | 睡美人的暴走                   | (Sleeping beauties into overdrive)                           |
| 第四話                                | 向心爱的（悲伤的）你献上一首歌 | (Farewell song)                                              |
| 间奏曲 （携带版）                     | 夏季时刻                       | (Bright summer days)                                         |
| 第五話                                | 银色的花瓣，金色的雪花         | (Silver-worked flowers, or gorlden snows)                    |
| 第六話                                | 漆黑夜晚的公主                 | (Princess of complete darkness)                              |
| 第六話 （携带版）                     | 占卜师大人请小心               | (Who is mastermind of the great fortuneteller?)              |
| 第七話                                | 苍白心灵的吸血鬼(卡米拉)       | (Our green hearted vampires.)                                |
| 第八話                                | 圣诞夜祈祷，让圣者安息         | (Plans to prosper you. Plans to give you hope and a future.) |
| 第九話（七々原薫子）                  | 长发姑娘的人偶盒子             | (Rapunzel alone in the kitchen garden.)                      |
| 第九話（度會史 神近香織理）           | 不要亲吻拇指姑娘               | (Do not disturb.)                                            |
| 第九話（凯莉）                        | 天边逝去圣母的嘱托             | (A promised land.)                                           |
| 第九話（冷泉淡雪 哘雅楽乃）           | 刮起大风的季节                 | (Blowing in the wind.)                                       |
| 第九話（携带版）（皆瀬初音 柏木優雨） | 半阴半晴的悠长午后             | (Afternoon traveler)                                         |
| 最終話（七々原薫子）                  | 如同时过境迁的花一般           | (Spring in here again.)                                      |
| 最終話（度會史）                      | 甜蜜的小手指                   | (Sweet little digit.)                                        |
| 最終話（凯莉）                        | 月亮是无慈悲之夜的媛星         | (Girls are moon child.)                                      |
| 最終話（冷泉淡雪）                    | 雪，融化了                     | (Melt in your arms.)                                         |
| 最終話（哘雅楽乃）                    | 初春的恋歌                     | (A season to wait for spring.)                               |
| 最終話（神近香織理）                  | 逆上的复仇女神                 | (Mirage of mind.)                                            |
| 最終話（携带版）（皆瀬初音）          | 春天总会到来                   | (A better tomorrow)                                          |
| 最終話（携带版）（柏木優雨）          | 向说谎的天使献上花束           | (Flowers for sincerity liar)                                 |
| 終章                                  |                                |                                                              |

## 主題曲

### 處女愛上姊姊
音樂：ZIZZ STUDIO
- 片頭曲:You make my day!

作詞：江幡育子　作曲：磯江俊道　歌：YURIA
- 片尾曲:

作詞：江幡育子　作曲：大山曜　歌：榊原由依
- 插入歌:

作詞：江幡育子　作曲：川越好博　歌：榊原由依

### 處女愛上姐姐 2位姊姊大人
音楽 - ZIZZ STUDIO
- OP(PC)「アンダーハンデッド・ガール」

作詞：嵩夜あや / 作曲·編曲：磯江俊道 / 歌：YURIA
- OP(PSP)「Crystal wish」

作詞：渡邊カズヒロ / 作曲·編曲：大山曜 / 歌：橋本みゆき
- ED(PC)「陽だまりの中へ」

作詞：江幡育子 / 作曲·編曲：川越好博 / 歌：美郷あき
- ED(PSP)「ためらい、ふわり。」

作詞・作曲：しほり / 編曲：大野宏明 / 歌：しほり
- 插入歌「移りゆく花のように」

作詞：嵩夜あや / 作曲·編曲：大山曜 / 歌：榊原由依
- 插入歌「君のままで」

作詞：江幡育子 / 作曲·編曲：大山曜 / 歌：榊原由依

## 發展
Windows用初回版於2005年1月28日發售，通常版於2005年2月18日發售。收錄附加劇情キャラメルBOX やるきばこ於2005年6月24日發售。Windows版DVD全語音套裝於2006年4月28日發售，說明書内收錄。《少女愛上姐姐 2人的艾露達》Windows用初回限定版於2010年6月30日發售，通常版於2010年7月30日發售。。
PlayStation2版於2005年12月29日發售。PSP版於2011年4月28日發售。

## 電視動畫
2006年10月7日起由千葉電視台首度播出。電視上映的有12話，在DVD中追加一話，共13話。在台灣由木棉花國際股份有限公司代理中文版DVD。

### 工作人員
- 原作：Caramel Box
- 企劃：HOBIBOX
- 監修：
- 監督：名和宗則
- 助理監督：
- 系列構成：長谷川勝己
- 脚本：長谷川勝己、長井知佳、網谷正治、鈴木雅詞
- 角色設計：
- 美術監督：小坂部直子
- 色彩設計：岩井田洋
- 撮影監督：口羽毅
- 編集：田熊純
- 音響監督：榎本崇弘
- 音樂：磯江俊道
- 音樂製作：
- 音響制作：Dream Force
- 企畫協力・制作：GANSIS
- 動畫製作：feel.
- 動畫製作協力：武遊（第2、6、10話）
- 製作：

### 主題曲
片頭曲
- 「Love Power」（第1話～第11話、最終話）。

作詞：有森聡美/作曲・編曲：橋本由香利/歌：Aice5
片尾曲
- 「Beautiful day」（第1～13話）

作詞：榊原由依/作曲・編曲：神楽坂直樹/歌：榊原由依
- 「Love Power」（第12話）

第12話中在Beautiful day之前播放
插入歌
- 「Again」（第11話）

作詞、作曲：榊原由依/編曲：宅見將典/歌：榊原由依

### 各話標題
| 電視台播放順序 | 標題（中文翻譯）     | 標題（日文原文） |
| -------------- | -------------------- | ---------------- |
| 第1話          | 上了唇彩的王子       |                  |
| 第2話          | 擦之不去的橡皮擦     |                  |
| 第3話          | 少女間的競爭之時     |                  |
| 第4話          | 打不開的門裡的睡美人 |                  |
| 第5話          | 深夜裡的教堂         |                  |
| 第6話          | 夏日狂想曲           |                  |
| 第7話          | 小奏妹妹的超大蝴蝶結 |                  |
| 第8話          | 縮短不了的最佳紀錄   |                  |
| 第9話          | 麻里亞的心情         |                  |
| 第10話         | 兩位茱麗葉           |                  |
| 第11話         | 困惑的練習曲         |                  |
| 第12話         | 最終的永恆之舞       |                  |
| 第13話（OVA）  | 假仙履奇緣           |                  |

## OVA
2010年12月10日公開發表動畫化。2012年8月29日開始發售少女愛上大姊姊 2位Elder THE ANIMATION（乙女はお姉さまに恋してる 2人のエルダー THE ANIMATION），全部共3卷。

### 主題歌
- OP「CROSS × OVER SENSATION」

作詞：松井洋平　作曲/編曲：矢鴇つかさ　歌：麻生夏子
- ED「秘密」

作詞/作曲：rino　編曲：大野宏明　歌：CooRie

### 各卷列表
| 卷數        | 標題 | 分鏡     | 演出     | 作畫監督                     | 發售日         |
| ----------- | ---- | -------- | -------- | ---------------------------- | -------------- |
| episode:I   |      | 川面真也 | 川面真也 | 佐野恵一                     | 2012年8月29日  |
| episode:II  |      | 川面真也 | 平田豊   | 堤谷典子                     | 2012年9月26日  |
| episode:III |      | 神保昌登 | 神保昌登 | 氏家嘉宏 藤原未来夫 佐野恵一 | 2012年10月26日 |

## 相關作品

### 漫畫
由あらきかなお執筆的改編漫畫於2006年11月號至2008年8月號在ASCII Media Works的雜誌《月刊Comic電擊大王》上連載，2本單行本於2007年8月27日至2008年9月27日發售。Enterbrain於2007年3月26日至2009年3月25日發售12本四格連環漫畫選集。
由作畫的漫畫於2010年7月至2012年2月連載於角川書店旗下雜誌《月刊Comp Ace》，3本單行本於2010年11月26日至2012年1月26日發售。Enterbrain於2010年9月26日至2011年1月29日發售3本四格連環漫畫。一迅社於2010年10月25日至11月25日發售2本漫畫選集。

### 小說
由村上真紀和參與製作的改編成人向小說於2005年6月17日至8月17日由PARADIGM發售。第一本標題為；第二本標題為。Jive於2005年8月發售由皆川千尋執筆、插畫的單行本，2010年3月29日至6月4日由DML發售移植至iPhone的電子書。2007年12月25日由Enterbrain發售標題為的小說，描寫主要角色畢業後的學院的外傳故事。

### 電視動畫
2006年10月7日起由千葉電視台首度播出。電視上映的有12話，在DVD中追加一話，共13話。在台灣由木棉花國際股份有限公司代理中文版DVD。

#### 工作人員
- 原作：Caramel Box
- 企劃：HOBIBOX
- 監修：
- 監督：名和宗則
- 助理監督：
- 系列構成：長谷川勝己
- 脚本：長谷川勝己、長井知佳、網谷正治、鈴木雅詞
- 角色設計：
- 美術監督：小坂部直子
- 色彩設計：岩井田洋
- 撮影監督：口羽毅
- 編集：田熊純
- 音響監督：榎本崇弘
- 音樂：磯江俊道
- 音樂製作：
- 音響制作：Dream Force
- 企畫協力・制作：GANSIS
- 動畫製作：feel.
- 動畫製作協力：武遊（第2、6、10話）
- 製作：

#### 主題曲
片頭曲
- 「Love Power」（第1話～第11話、最終話）。

作詞：有森聡美/作曲・編曲：橋本由香利/歌：Aice5
片尾曲
- 「Beautiful day」（第1～13話）

作詞：榊原由依/作曲・編曲：神楽坂直樹/歌：榊原由依
- 「Love Power」（第12話）

第12話中在Beautiful day之前播放
插入歌
- 「Again」（第11話）

作詞、作曲：榊原由依/編曲：宅見將典/歌：榊原由依

#### 各話標題
| 電視台播放順序 | 標題（中文翻譯）     | 標題（日文原文） |
| -------------- | -------------------- | ---------------- |
| 第1話          | 上了唇彩的王子       |                  |
| 第2話          | 擦之不去的橡皮擦     |                  |
| 第3話          | 少女間的競爭之時     |                  |
| 第4話          | 打不開的門裡的睡美人 |                  |
| 第5話          | 深夜裡的教堂         |                  |
| 第6話          | 夏日狂想曲           |                  |
| 第7話          | 小奏妹妹的超大蝴蝶結 |                  |
| 第8話          | 縮短不了的最佳紀錄   |                  |
| 第9話          | 麻里亞的心情         |                  |
| 第10話         | 兩位茱麗葉           |                  |
| 第11話         | 困惑的練習曲         |                  |
| 第12話         | 最終的永恆之舞       |                  |
| 第13話（OVA）  | 假仙履奇緣           |                  |

### OVA
2010年12月10日公開發表動畫化。2012年8月29日開始發售少女愛上大姊姊 2位Elder THE ANIMATION（乙女はお姉さまに恋してる 2人のエルダー THE ANIMATION），全部共3卷。

#### 主題歌
- OP「CROSS × OVER SENSATION」

作詞：松井洋平　作曲/編曲：矢鴇つかさ　歌：麻生夏子
- ED「秘密」

作詞/作曲：rino　編曲：大野宏明　歌：CooRie

#### 各卷列表
| 卷數        | 標題 | 分鏡     | 演出     | 作畫監督                     | 發售日         |
| ----------- | ---- | -------- | -------- | ---------------------------- | -------------- |
| episode:I   |      | 川面真也 | 川面真也 | 佐野恵一                     | 2012年8月29日  |
| episode:II  |      | 川面真也 | 平田豊   | 堤谷典子                     | 2012年9月26日  |
| episode:III |      | 神保昌登 | 神保昌登 | 氏家嘉宏 藤原未来夫 佐野恵一 | 2012年10月26日 |

#### 工作人員
- 原作：キャラメルBOX
- 角色原案：のり太
- 監督：川面真也
- 系列構成/劇本：横手美智子
- 角色設計/總作畫監督：佐野恵一
- 色彩設計：大塚奈津子
- 美術監督：岩瀬栄治
- 3D監督：濱村敏郎
- 撮影監督：浅野宏彰
- 編集：後藤正浩
- 音響監督：亀山俊樹
- 音響製作：grooove
- 音樂：中川孝
- 製作人：高橋和也、田中信作、金子逸人
- 動畫製作人：中川二郎
- 動畫製作：SILVER LINK.
- 製作：（フロンティアワークス、メディアファクトリー、SILVER LINK.）

### 廣播劇CD
- [35]

負責劇本的廣播劇CD。9月運動祭季節的故事。發售前打著Appendix-IX的旗號。

## 評價
《處女愛上姊姊》在日本美少女游戏与动画相关商品销售网站Getchu.com的2005年上半年销量榜上排名第二十一名。
在2007年10月，《電擊G's magazine》舉辦了日本前五十名最佳美少女遊戲排名的票選活動，《處女愛上姊姊》在入圍的249款遊戲中獲得9票而成為第27名。

## 外部連結
- Caramel Box （页面存档备份，存于） （日語）
- Alchemist （日語）
- http://www.starchild.co.jp/special/otome/ （页面存档备份，存于） （日語）
- http://takayan.s41.xrea.com/otoboku/index.shtml （页面存档备份，存于） （日語）
- 《處女愛上姊姊》在視覺小說數據庫的頁面 （英文）